# NGC 1928
NGC 1928 est un amas ouvert situé dans la constellation de la Dorade. Cet amas est situé dans le Grand Nuage de Magellan. Il a été découvert par l'astronome écossais James Dunlop en 1826.

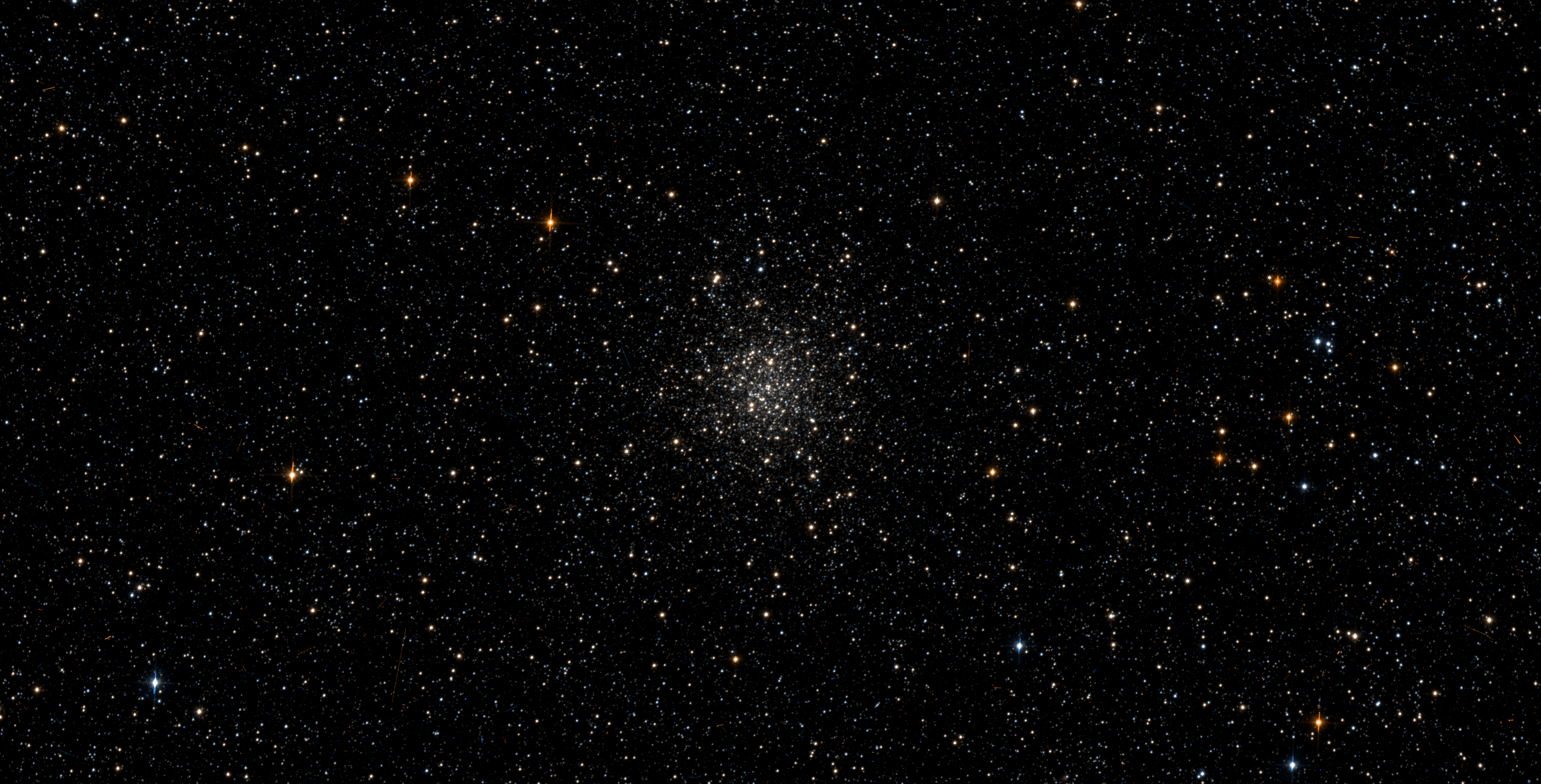
NGC 1928 par le télescope spatial Hubble.

À ce jour, trois mesures non basées sur le décalage vers le rouge (redshift) donnent une distance de 0,050 ± 0,000 Mpc (∼163 000 al).